# Evaristo Beccalossi
Evaristo Beccalossi (Brescia, 12 de maio de 1956) é um ex-futebolista italiano.